# Aleksandr Kołobniew
Aleksandr Wasiljewicz Kołobniew (ros. Александр Васильевич Колобнев;  ur. 4 maja 1981 w Wyksie) – rosyjski kolarz szosowy, dwukrotny wicemistrz świata, brązowy medalista olimpijski.
Karierę zawodową rozpoczął w 2002. Największym jego dotychczasowym sukcesem jest srebrny medal mistrzostw świata w wyścigu ze startu wspólnego podczas mistrzostw w Stuttgarcie (2007) i Mendrisio (2009). W 2007 roku wygrał trzeci etap prestiżowego wyścigu Paryż-Nicea.
Trzykrotnie startował w igrzyskach olimpijskich, w 2008 roku zdobył brązowy medal w wyścigu ze startu wspólnego.

## Najważniejsze osiągnięcia
2003
- 1. miejsce na 2. etapie Settimana internazionale di Coppi e Bartali
- 2. miejsce w Giro dell’Emilia
- 2. miejsce w GP Lugano

2004
- 1. miejsce w mistrzostwach Rosji (start wspólny)
- 2. miejsce w GP Nobili Rubinetterie

2005
- 2. miejsce w Niedersachsen-Rundfahrt

2006
- 1. miejsce na 1. etapie Vuelta a la Comunidad Valenciana
- 5. miejsce w Tour de Pologne

2007
- 1. miejsce w Monte Paschi Eroica
- 1. miejsce na 3. etapie Paryż-Nicea
- 2. miejsce w mistrzostwach świata (start wspólny)
- 1. miejsce w Strade Bianche

2008
- 3. miejsce w igrzyskach olimpijskich (start wspólny)
- 2. miejsce w Clásica de San Sebastián
- 3. miejsce w Giro dell’Emilia

2009
- 2. miejsce w mistrzostwach świata (start wspólny)
- 3. miejsce w Giro di Lombardia
- 3. miejsce  w Tour de Wallonie
- 2. miejsce w Grand Prix Miguel Indurain

2010
- 1. miejsce w mistrzostwach Rosji (start wspólny)
- 2. miejsce w Liège-Bastogne-Liège
- 3. miejsce w Grand Prix Miguel Indurain

2011
- 2. miejsce w Grand Prix Miguel Indurain

2012
- 4. miejsce w Tour de Pologne
- 3. miejsce w Grand Prix Cycliste de Montréal

2013
- 3. miejsce w Tour de Wallonie
  - 1. miejsce na 1. etapie
- 3. miejsce w Tre Valli Varesine